# 스페셜스 (영화)
《스페셜스》(영어: The Specials)는 2000년 미국의 슈퍼히어로 코미디 영화이다. 크레이그 메이진이 연출하고 제임스 건이 각본을 썼다. 가상의 슈퍼히어로 팀 '스페셜스'의 코미디한 일상을 그린 영화이다.

## 줄거리
세상에서 7번째로 인기 있는 슈퍼히어로 팀 '스페셜즈'는 기업 후원도 제대로 받지 못하고, 팀의 안정성도 부족하여 변변한 상품 계약조차 맺지 못한다. 다른 유명 팀들이 맡지 않는 사소한 사건이나 외계 침공을 막으며 근근이 활동을 이어간다. 그러던 중, 새 멤버 '나이트버드'가 합류하고, 리더 '스트로브'는 장난감 회사와 상품 계약을 체결했다고 발표한다. 팀원들은 인기를 얻을 기회라고 생각하면서도, 기존의 반항적인 이미지를 버려야 할지도 모른다는 불안감을 느낀다. 팀의 인기 멤버 '위블'은 더 좋은 조건을 찾아 다른 팀으로 이적하려 비밀리에 협상한다.
장난감 회사가 주최한 만찬에서 스페셜즈의 액션 피규어가 공개되지만, 형편없는 품질과 부정확한 디자인에 팀원들은 분노한다. 설상가상으로 스트로브는 아내 '미스 인디스트럭터블'이 위블과 바람을 피우는 장면을 목격하고, 공개적으로 팀 해체를 선언한다. 팀 해체 후, 스트로브는 평범한 삶을 고민하고, 미스 인디스트럭터블은 자신의 외도를 후회한다. 스트로브의 동생 '미닛 맨'은 팀에 대한 충성심으로 '데들리 걸'과 가까워진다. 위블은 이적을 확정짓고, 남은 팀원들은 술과 춤으로 밤을 보낸다.
스트로브와 미스 인디스트럭터블은 화해하고, 스트로브는 정의를 향한 열정을 되찾는다. 이들은 위블의 이적이 실패했다는 사실을 알게 된다. 언론은 그의 영웅적인 면모보다 논란에 더 집중하고, 새 팀에서 가장 인기 없는 멤버가 되어 자존심에 큰 상처를 입은 것이다. 스트로브는 스페셜즈를 다시 모으고, 인기를 얻지 못하더라도 사회의 약자를 위한 챔피언이 되겠다고 다짐한다. 팀원들은 함께 힘을 모아 백악관을 공격하는 거대한 개미들과 싸우기 위해 출동한다.

## 출연진
- 토머스 헤이든 처치 - 테드 틸더브룩 / 스트로브
- 패짓 브루스터 - 에밀리 틸더브룩 / 미즈 인디스트럭티블
- 제임스 건 - 팀 틸더브룩 / 미닛맨
- 롭 로 - 토니 / 위빌
- 켈리 코필드 - 낸시 / 파워 시크
- 숀 건 - 더그 / 에일리언 오펀
- 주디 그리어 - 데들리걸
- 짐 줄레비치 - 시모어 / 미스터 스마트
- 조던 래드 - 셸리 / 나이트버드
- 제이미 케네디 - 애먹
- 존 도, 브라이언 건, 로런 콘 - 에이트
- 배리 델 셔먼 - 제리 / 집보이
- 마이크 슈워츠 - 유에스 빌
- 태린 매닝 - 사인쟁이
- 제나 피셔 - 여대생
- 멀리사 조앤 하트 - 선라이트 그릴
- 마이클 웨덜리 - 판사
- 주디스 드레이크 - 판사 비서